# Isohypsibius itoi
Isohypsibius itoi är en djurart som tillhör fylumet trögkrypare, och som först beskrevs av Tsurusaki 1980.  Isohypsibius itoi ingår i släktet Isohypsibius och familjen Hypsibiidae. Inga underarter finns listade i Catalogue of Life.